# Spathula schauinslandi
Spathula schauinslandi är en plattmaskart som först beskrevs av Neppi 1904.  Spathula schauinslandi ingår i släktet Spathula och familjen Dugesiidae. Inga underarter finns listade i Catalogue of Life.